# Selenocheir arcuata
Selenocheir arcuata är en mångfotingart som beskrevs av Shelley 1994. Selenocheir arcuata ingår i släktet Selenocheir och familjen Xystodesmidae. Inga underarter finns listade i Catalogue of Life.